# Friederike von Sachsen-Gotha-Altenburg (1675–1709)

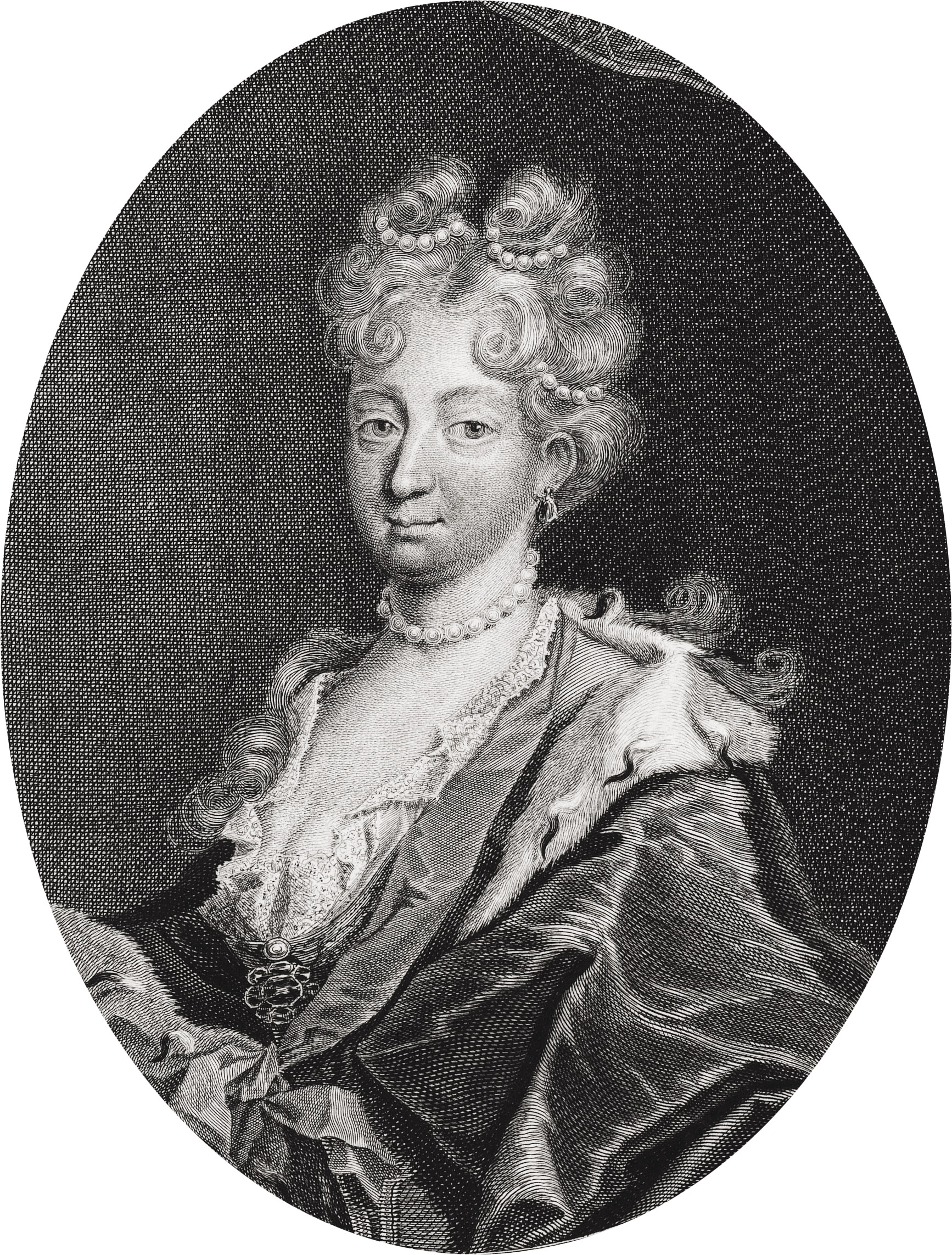
Friederike von Sachsen-Gotha-Altenburg, Fürstin von Anhalt-Zerbst

Prinzessin Friederike von Sachsen-Gotha-Altenburg (* 24. März 1675 in Gotha; † 28. Mai 1709 in Karlsbad), stammte aus der Familie der ernestinisch-wettinischen Nebenlinie Sachsen-Gotha-Altenburg und war durch Heirat Fürstin von Anhalt-Zerbst.

## Leben
Friederike war eine Tochter des Herzogs Friedrich I. von Sachsen-Gotha-Altenburg (1646–1691) und dessen Ehefrau Magdalena Sibylle (1648–1681), Tochter des Herzogs August von Sachsen-Weißenfels.
Nach dem Tod ihres Vaters 1691 lebte Friederike mit ihrer Stiefmutter Christine (1645–1705) auf deren Witwensitz Schloss Altenburg. Nachdem ihr Bruder Friedrich II. 1693 für volljährig erklärt wurde und die Regentschaft übernahm, holte er seine Schwester Friederike an den Hof in Gotha zurück, die ihn, bis zu ihrer Eheschließung, bei der Regierungsarbeit unterstützte.
Am 25. Mai 1702 heiratete sie in Zerbst den nachmaligen Fürsten Johann August von Anhalt-Zerbst (1677–1742). Auch ihrem Mann war sie eine wichtige Ratgeberin, der ihr zu Ehren dem seit 1704 bei Badetz errichteten Lustschloss den Namen Friederikenberg gab. Die Ehe endete nach sieben Jahren mit dem Tod Friederikes, die Ehe blieb kinderlos.